# Régiment de Conti (1649)
Das Régiment de Conti war ein königlich französisches Infanterieregiment  im 17. Jahrhundert.

## Aufstellung und signifikante Änderungen
- 3. März 1622: Aufstellung als Régiment d’Annevoux
- 14. Februar 1623: Ausgemustert
- 29. April 1625: Wiederaufstellung des Régiment d’Annevoux
- Mai 1625: Ausgemustert
- 26. Oktober 1629: Wiederaufstellung des Régiment d’Annevoux
- 4. Juni 1649: Umbenennung in Régiment de Conti
- 20. Januar 1650: Entlassen
- 26. Februar 1651: Wiederaufstellung des Régiment de Conti
- 13. September 1651: Entlassen
- 11. März 1654: Wiederaufstellung des Régiment de Conti
- Juni 1685: Reduzierung, acht Kompanien wurden in das Régiment de Picardie und acht Kompanien in das Régiment de Piémont eingegliedert.
- 1698: Nachdem der Regimentsinhaber, der prince de Conti, zum König von Polen geworden war, wurde das Regiment aufgelöst.

### Fahnen
Das Regiment führte drei Fahnen, davon eine weiße Leibfahne.

## Mestres de camp/Colonels
Mestre de camp war von 1569 bis 1661 und von 1730 bis 1780 die Rangbezeichnung für den Regimentsinhaber und/oder für den mit der Führung des Regiments beauftragten Offizier. Die Bezeichnung „Colonel“ wurde von 1721 bis 1730, von 1791 bis 1793 und ab 1803 geführt. 
Sollte es sich bei dem Mestre de camp/Colonel um eine Person des Hochadels handeln, die an der Führung des Regiments kein Interesse hatte, so wurde das Kommando dem „Mestre de camp lieutenant“ (oder „Mestre de camp en second“) respektive dem Colonel-lieutenant oder Colonel en second überlassen. 
Regimentsinhaber, gleichzeitig Kommandant
- 3. März 1622: Adrien du Drac, baron d’Annevoux, Maréchal de camp

Regimentsinhaber ohne Kommandoübernahme
- 4. Juni 1649: Armand de Bourbon, prince de Conti
- 21. Februar 1666: Louis Armand I. de Bourbon, prince de Conti
- 1685: François-Louis de Bourbon-Conti, comte de La Marche, dann comte de Clermont, dann prince de La Roche-sur-Yon, dann prince de Conti, Maréchal de camp, Lieutenant-général des armées du Roi

Regimentskommandanten in Vertretung des Regimentsinhabers
Mestres de camp-lieutenants
- 4. Juni 1649: Chevalier de La Rochefoucauld
- ? Louis de Bourgogne, seigneur de Mautour en Brie
- 4. April 1657 bis 20. Februar 1660: Jacques de Rangueil
- ? Marquis d’Arcy

Colonels-lieutenants
- 2. Februar 1662: Robert Edme Léonard de Razès, marquis de Monismes
- 1. August 1671: Pons Jean-Baptiste de Salignac, marquis de Fénelon
- 3. Mai 1675: Louis de Lenet, marquis de Larray
- Dezember 1680: Achilles Carloman Philogène Brulart, chevalier de Sillery

## Einsätze

### Dreißigjähriger Krieg (bis 1648) und Religionskriege
- 1622: Belagerung von Montpellier
- 1629: Einsatz in der Champagne
- 1631: Einsatz in Katalonien mit der Einnahme von Vic und Moyenvic
- 1636: Belagerung von Dole (28. Mai bis 15. August)
- 1637: Kämpfe bei Ivoy (Wallonien) und bei Damvillers
- Garnison in Damvillers

### Krieg der Fronde (1648 bis 1653) und Französisch-Spanischer Krieg (1635 bis 1659)
- 1649: Am 18. November stellte sich der prince de Conti auf die Seite des Parlaments und gegen die Regentschaft der Königinmutter Anna von Österreich.
- 5. Mai 1652: Teilnahme an der Schlacht bei Étampes
- 1654: Verlegung nach Katalonien unter dem Kommando von Mestre de camp-lieutenant Louis de Bourgogne de Mautour. Teilnahme an den Belagerungen von Villefranche, Puigcerdà und Roses.

### Devolutionskrieg (1667 bis 1668)
- 1667: Einsatz in Flandern
- 1668: Einsatz in der Franche-Comté

### Krieg um Kreta
- 1669: Bei der Verteidigung von Candie

### Holländischer Krieg (1672 bis 1678)
- 1672: Kämpfe in Holland
- 11. August 1674: Schlacht bei Seneffe. Der Mestre de camp en second, Pons Jean-Baptiste de Salignac, marquis de Fénelon, wurde hier tödlich verwundet.
- 1676: Kämpfe bei Condé, Bouchain, Aire
- 1677: Schlacht bei Cassel, Kämpfe bei Valenciennes, Belagerung von Saint-Omer
- 1678 bis 1679: Bei der Armee am Rhein

### Pfälzischer Erbfolgekrieg (1688 bis 1697)
- 1688 bis 1696: bei der Armee am Rhein